# Huasteques
Els huasteques són un poble indígena de Mèxic que habita al nord-est de l'estat de San Luis Potosí i al nord-est de l'estat de Veracruz, una regió que es coneix amb el nom de La Huasteca. Es diuen a si mateixos teenek, una contracció de te'inik, conformada per dues paraules: te' , 'aquí' i inik, 'humà'. Parlen la llengua huasteca o teenek, la qual és l'única llengua d'origen maia separada geogràficament del territori dels maies (la península de Yucatán).

## Economia

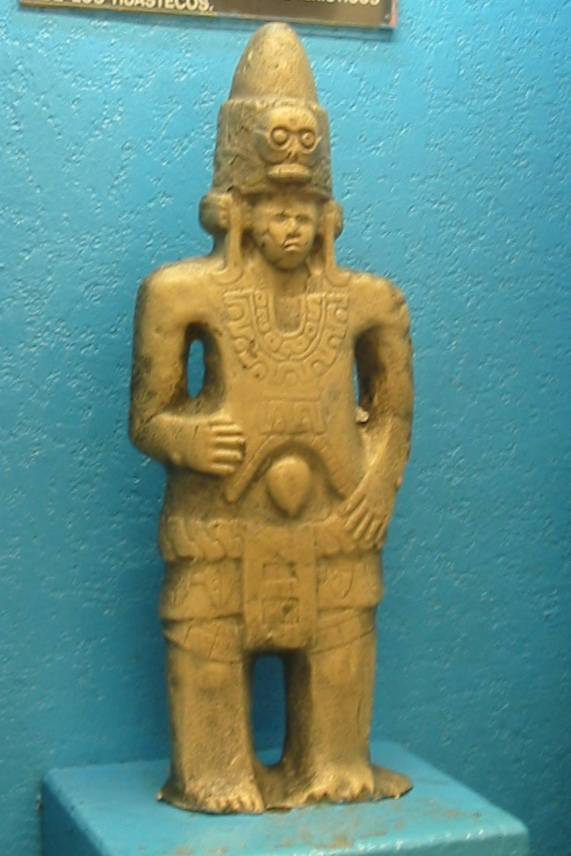
Estàtua huasteca

Els huasteques es dediquen principalment a l'agricultura, i a més del blat de moro, produeixen canya de sucre, cafè, arròs, cacauet, taronja, plàtan, pinya americana i mango. Això no obstant, molts joves emigren temporalment a les ciutats de la regió per realitzar feines industrials.

## Demografia i llengua
El cens del 2000 va registrar 226.447 huasteques, dels quals el 76,5% encara parla la llengua teenek. La seva llengua és dividida en quatre dialectes principals:
- Huasteca de San Luis Potosí (ISO hva)
- Huasteca del sud-est (ISO hsf)
- Huasteca de Veracruz (ISO hus).

Aquests dialectes són intel·ligibles fins al 80% i, per tant, es consideren una sola llengua amb més de 150.000 parlants. Un altre dialecte, el chicomuceltec (ISO cob), ja extint, però molt relacionat amb el huasteca, es parlava al sud de Mèxic i Guatemala. Avui dia, sobreviuen 1.500 descendents del poble que el parlava.

## Història
A partir de la comparativa entre llengües s'ha pogut reconstruir que el proto-huasteca es va separar del tronc maia comú cap als volts del 2000 aC o com a màxim abans del 1200 aC, fet que indicaria una primera onada migratòria per la frontera de Guatemala. La seva arribada a La Huasteca es produí abans del 900 aC com a data tardana, tal com proven les troballes arqueològiques.
Els huasteques van participar ferventment en la Guerra d'independència, més com una manera de protestar davant els greuges i despulles de terres per part dels espanyols. Després de consumada la independència, es van enfrontar a noves lleis agràries desfavorables per a les comunitats i a l'expedició de les lleis de desamortització de béns corporatius. La defensa de les seves terres va implicar vastes rebel·lions, generalitzant-se les lluites camperoles durant els últims 20 anys del segle xix i en la primera dècada del segle xx.